# Xã Granite Rock, Quận Redwood, Minnesota
Xã Granite Rock (tiếng Anh: Granite Rock Township) là một xã thuộc quận Redwood, tiểu bang Minnesota, Hoa Kỳ. Năm 2010, dân số của xã này là 225 người.